# باب أزهار (أهل بودريس)
باب أزهار هو دُوَّار يقع بجماعة بوشفاعة، إقليم تازة، جهة فاس مكناس في المملكة المغربية. ينتمي الدوّار لمشيخة أهل بودريس التي تضم 10 دواوير. يقدر عدد سكانه بـ 1188 نسمة حسب الإحصاء الرسمي للسكان والسكنى لسنة 2004.

## روابط خارجية
- البوابة الوطنية للجماعات الترابية
- المندوبية السامية للتخطيط